# 鮑爾 (蒙大拿州)
鮑爾（英語：Power）是位於美國蒙大拿州提頓縣的普查規定居民點。

## 歷史
鮑爾的郵局自1910年營運至今。

## 人口
根據2020年美國人口普查的數據，鮑爾的面積為3.90平方千米，當中陸地面積為3.88平方千米，而水域面積為0.02平方千米。當地共有人口177人，而人口密度為每平方千米45.38人。